# ۱۲۴۰ (خورشیدی)
۱۲۴۰ هزار و دویست و چهلمین سال هجری خورشیدی است.

## زادگان
- ۶ اردیبهشت - فضل‌الله دهش، ملقب به عطاءالملک، پدرش حاج محمدحسین شیرازی تاجر شیرازی بود. او که در سال ۱۳۰۰ اقدام به تأسیس اولین کارخانهٔ نساجی اصفهان کرد